# Otto Fiński

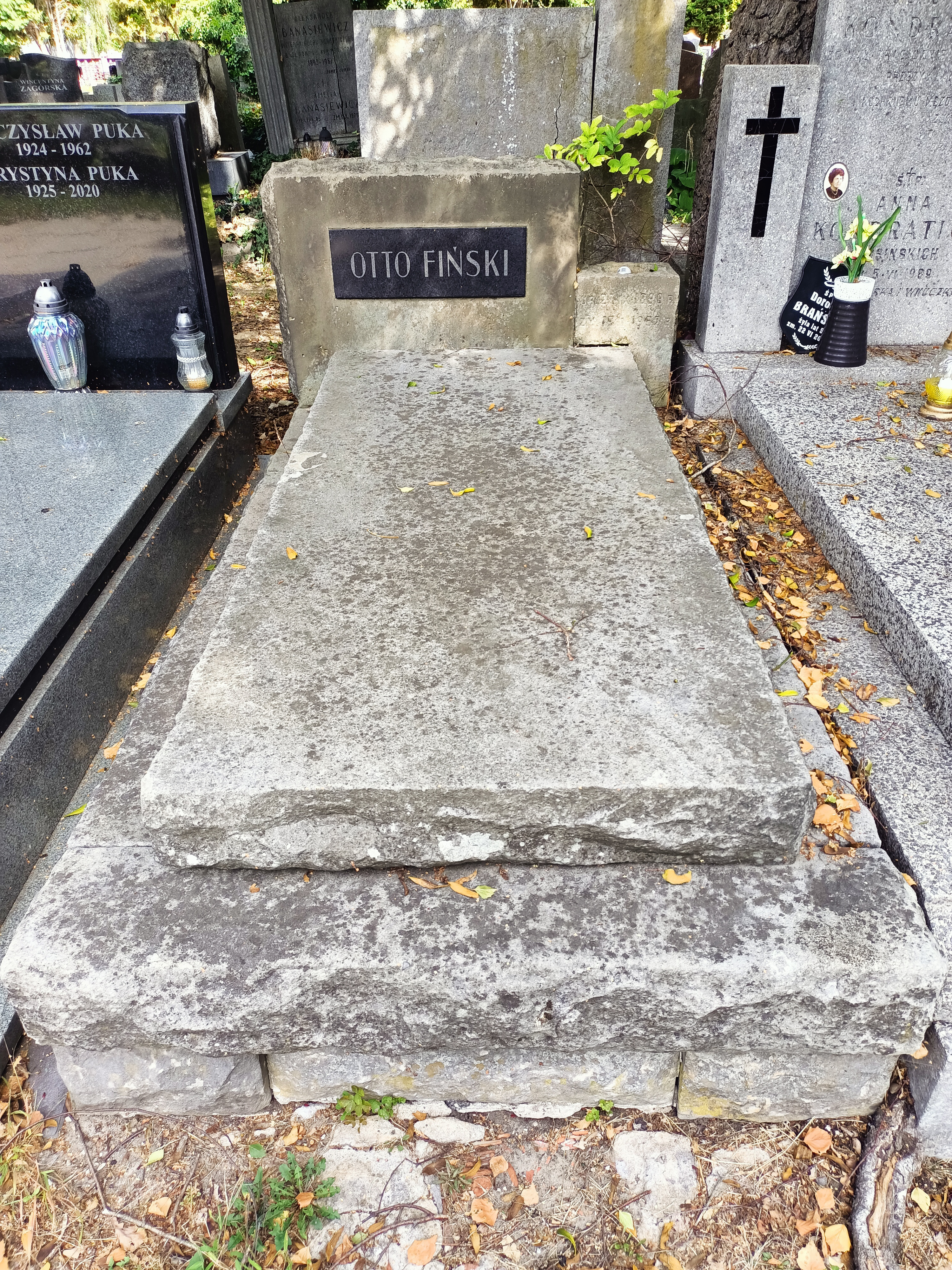
Grób Otto Fińskiego na Cmentarzu Wojskowym na Powązkach

Otto Fiński, właściwie Jakub Otto Fiński vel Finkenstein (ur. 27 września 1898 w Złoczowie, zm. 19 stycznia 1962 w Warszawie) – polski działacz sportowy i naukowiec w dziedzinie kultury fizycznej, docent, magister, pułkownik Wojska Polskiego.

## Życiorys
Urodził się 27 września 1898 w Złoczowie, w rodzinie Joachima.
Z dniem 25 października 1921 został zdemobilizowany z Wojska Polskiego w stopniu podporucznika i przydzielony w rezerwie do 5 pułku artylerii ciężkiej w Krakowie. 8 stycznia 1924 został zatwierdzony w stopniu porucznika ze starszeństwem z 1 czerwca 1919 i 982. lokatą w korpusie oficerów rezerwy artylerii. Posiadał wówczas przydział w rezerwie do 2 pułku artylerii ciężkiej w Chełmie. W 1934, jako oficer rezerwy pozostawał w ewidencji Powiatowej Komendy Uzupełnień Stryj i posiadał przydział do 6 pułku artylerii ciężkiej we Lwowie.
Walczył w kampanii wrześniowej 1939 dowodząc kolumną samochodową 50 Dywizji Piechoty. Dostał się do niewoli niemieckiej i przebywał w Oflagu II C Woldenberg. W obozie kierował Kołem Wychowawców Fizycznych oraz zorganizował ośrodek rehabilitacyjny dla oficerów.
W marcu 1947 został wybrany wiceprezesem Polskiego Związku Szermierczego. 26 października tego roku na nadzwyczajnym Walnym Zgormoadzeniu PSZ ponownie został wybrany wiceprezesem. 12 grudnia 1948 został wybrany prezesem Polskiego Związku Szermierczego. 19 lipca 1950, po przekształceniu PZS w Społeczną Sekcję Szermierki Głównego Komitetu Kultury Fizycznej, został jej przewodniczącym. W czerwcu 1957 został wybrany prezesem reaktywowanego Polskiego Związku Szermierczego. Pełnił również funkcję wiceprzewodniczącego Prezydium Polskiego Komitetu Olimpijskiego.
W lutym 1948 został szefem sztabu Komendy Głównej Powszechnej Organizacji „Służba Polsce”.
Działalność społeczną łączył z pracą naukową jako zastępca dyrektora Instytutu Naukowego Kultury Fizycznej i kierownik Pracowni Teorii Sportu INKL oraz pracownik naukowy Akademii Wychowania Fizycznego w Warszawie. Ogłosił ponad 150 publikacji, które stanowiły podstawę rozwoju teorii sportu w Polsce, metodyki treningu oraz adaptacji metod naukowych dla potrzeb sportu.
Był także nauczycielem masażu i autorem publikacji z masażu sportowego. Został uhonorowany tytułem Historycznego Członka Klubu „Ludzie Masażu”. Należał do Polskiej Zjednoczonej Partii Robotniczej.
Zmarł 19 stycznia 1962 w Warszawie i został pochowany na Cmentarzu Wojskowym na Powązkach (kwatera II B 28, rząd 14, grób 25).
Od 1963 organizowano Memoriał im. Ottona Fińskiego – szermierczy turniej indywidualny.

## Odznaczenia
- Medal 10-lecia Polski Ludowej – 29 marca 1955[19]
- Odznaka „Zasłużony Działacz Kultury Fizycznej”[5]